# Тримайся, козаче!
«Тримайся, козаче!» — радянська пригодницька комедія 1991 року режисера Віктора Семаніва за сценарієм Валерія Положия та Євгенії Сацької. 

## Актори
У картині знімалися актори українського кіно 90-х років: Оксана Стеценко, Леонід Бухтіяров, Галина Долгозвяга, Володимир Волков, Володимир Чубарєв, Леонід Яновський, Ігор Слободський, Петро Бенюк, Богдан Бенюк, Марія Боленко.

## Сюжет
Фільм занурює в історичні події часів Запорізької Січі, що відбувалися з жителями українського села. Більше шести років тому пішов воювати з турками козак Максим. У Туреччині йому довелося опинитися в полоні, втекти з якого козакові допомагає красива дівчина-іновірка. Молода пара мріє одружитися. Щоб безперешкодно дістатися рідного села, він переодягає свою кохану в чоловічий одяг і називає її Арсен. Приклеївши вуса, дівчина стає схожою на стрункого юнака. Головна героїня чудово тримається в сідлі, вільно користується шаблею та влучно стріляє. 
Приїхавши до матері, Максим дізнається, що сільських дітей під час купання в річці викрали невідомі. Він вирішує їхати на їхні пошуки. Тим часом мати підшукує синові пару і мріє оженити його відразу ж після повернення. 
Фільм очолював рейтинг прокатного списку в Україні.